# Limba bulgară
Limba bulgară (български език, AFI: [ˈbɤɫɡɐrski ɛˈzik]) este o limbă indo-europeană, din ramura limbilor slave de sud, împreună cu macedoneana, sârbo-croata și slovena.
Bulgara face parte din uniunea lingvistică balcanică și se distinge de celelalte limbi slave (în afară de macedoneană) prin eliminarea declinării substantivelor, folosirea articolului hotărât enclitic, lipsa formelor de infinitiv și dezvoltarea sistemului verbal din slava veche.

## Distribuție geografică și statut
Bulgara este limba oficială a Bulgariei, iar din 2007 se numără printre limbile oficiale ale Uniunii Europene. În 2011, era limba maternă a aproximativ 6 milioane de oameni din Bulgaria (aproximativ patru din cinci cetățeni bulgari).

### În țările învecinate
Există, de asemenea, o diasporă bulgară semnificativă. Una dintre cele mai importante comunități este cea a bulgarilor basarabeni, care s-au stabilit în Basarabia istorică (acum Moldova și Ucraina) în mare parte la începutul secolului al XIX-lea. În Ucraina au figurat 134,000 de vorbitori de bulgară la recensământul din 2001 și 41,800 în Moldova în 2014 (dintre care doar 15,300 foloseau limba în mod obișnuit). În Transnistria locuiau 13.200 de etnici bulgari în 2016, dar nu se știe câți vorbesc bulgară.
O altă comunitate sunt bulgarii bănățeni, care au imigrat în secolul al XVII-lea în Banat (inclusiv porțiunea sârbă). Dialectul bănățean al bulgarei are propriul său alfabet (bazat pe alfabetul latin sârbo-croat) și o tradiție literară.
Există vorbitori de bulgară și în alte țări învecinate Bulgariei.  În Serbia erau 13,300 de vorbitori în 2011, majoritatea la granița cu Bulgaria. În Turcia, bulgara este vorbită nativ de pomaci și ca a doua limbă a multor turci bulgari care au emigrat din Bulgaria.

### În Macedonia
Dialectele bulgarei și macedonenei formează un continuum dialectal, neexistând o limită bine definită între cele două limbi. Dincolo de granițele Macedoniei de Nord și Bulgariei, situația este mai ambiguă; vorbitorii din Albania și Grecia își identifică limba ca macedoneană sau bulgară.

### Diaspora
Limba este, de asemenea, vorbită în Europa de Vest și America de Nord de către o diasporă în creștere de la începutul anilor '90. Țările cu un număr semnificativ de vorbitori includ Germania, Spania, Italia, Regatul Unit (38.500 în Anglia și Țara Galilor în 2011), Franța, Statele Unite și Canada (19.100 în 2011).

## Istorie
Evoluția limbii bulgare poate fi împărțită în patru perioade:
- Perioada preistorică reprezintă perioada dintre migrația slavilor în Balcanii de est (c. secolul al VI-lea e.n.) și misiunea Sfinților Chiril și Metodiu în Moravia Mare în anii 860.[13][10]
- Slava veche (secolele IX-XI) – o normă literară a dialectului sudic al slavei comune. Sfinții Chiril și Metodiu și ucenicii lor au folosit această normă atunci când au tradus Biblia și alte cărți bisericești din greacă în slavă.[13][10]
- Bulgara medie (secolele XII-XV) – o normă literară care a evoluat din slava veche, în urma unor inovații majore. În timpul acestei perioade limba a dezvoltat o literatură bogată,[13][10] a servit ca limbă administrativă a celui de-al doilea Imperiu Bulgar, a Țării Românești, a Voievodatului Moldovei (până în secolul al XIX-lea) și a Imperiului Otoman (până în secolul al XVI-lea).[14]
- Bulgara modernă (XVII-prezent) – primele secole ale acestei perioade au fost marcate de stăpânirea otomană a Bulgariei, iar uzul bulgarei ca limbă literară s-a diminuat. Limba bulgară standard a a fost codificată în mare parte în secolul al XIX-lea. [13][10] Dezvoltarea istorică a limbii bulgare poate fi descrisă ca o tranziție de la o limbă sintetică (slava veche) la o limbă analitică (bulgara modernă).

## Dialecte

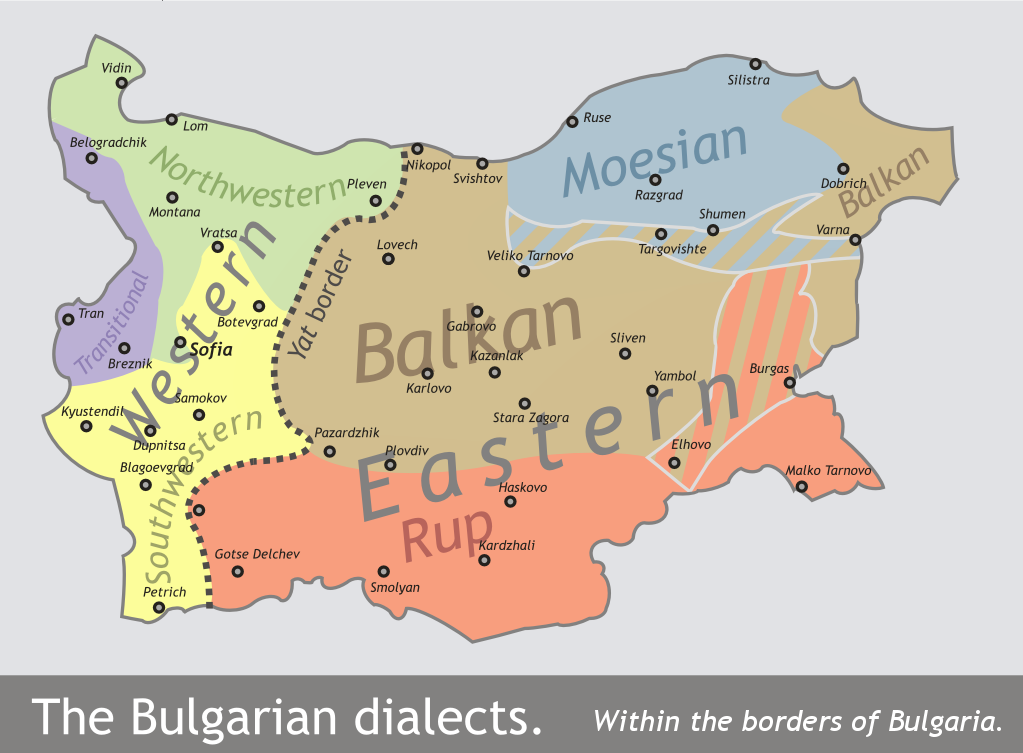
dialectele bulgarei din Bulgaria

## Alfabet

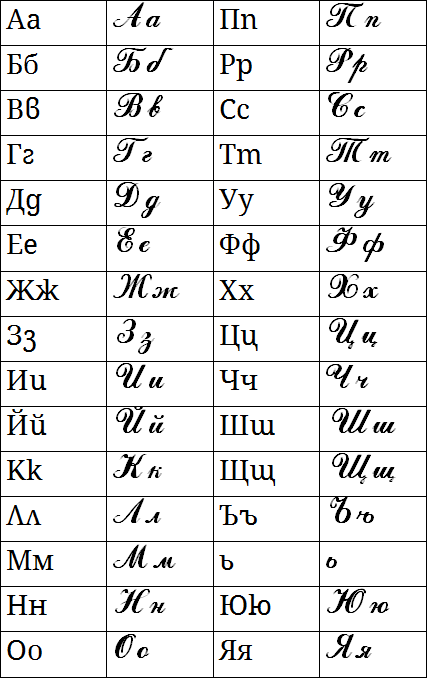
alfabetul bulgar de tipar și de mână

În secolul al IX-lea, primele texte în slava veche au fost scrise cu alfabetul glagolitic, care a fost conceput de sfinții Chiril și Metodiu. Acesta a fost înlocuit treptat în secolele următoare de alfabetul chirilic, numit după Chiril, dar creat de adepții săi.
Alfabetul propus de Marin Drinov a devenit oficial la 5 februarie 1899. A rămas neschimbat până la reforma ortografică din 1945, când literele yat (Ѣ, ѣ) și yus (Ѫ, ѫ) au fost eliminate din alfabet, reducând numărul de litere la 30.
Odată cu aderarea Bulgariei la Uniunea Europeană la 1 ianuarie 2007, alfabetul chirilic a devenit cel de-al treilea sistem de scriere oficial a Uniunii Europene, după scrierea latină și cea greacă.
| Majusculă | Minusculă | pronunție (în AFI)       | pronunție (echivalent în română)            | transliterare |
| --------- | --------- | ------------------------ | ------------------------------------------- | ------------- |
| А         | а (а)     | accentuat /a/            | ac                                          | a             |
| А         | а (а)     | neaccentuat /ɐ/          | între ă și a                                | a             |
| Б         | б         | /b/                      | bară                                        | b             |
| В         | в (в)     | /v/                      | verde                                       | v             |
| Г         | г (г)     | /ɡ/                      | gaz                                         | g             |
| Д         | д (ɡ/д)   | /d/                      | deltă                                       | d             |
| Е         | е         | /ɛ/                      | eng. best                                   | e             |
| Ж         | ж         | /ʒ/                      | joc                                         | zh            |
| З         | з         | /z/                      | zar                                         | z             |
| И         | и (и)     | /i/                      | limbă                                       | i             |
| Й         | й (й)     | /j/                      | i semivocalic, iepure                       | y             |
| К         | к         | /k/                      | casă                                        | k             |
| Л         | л (л)     | /l/ înainte de е și и    | lup                                         | l             |
| Л         | л (л)     | /ʎ/ înainte de ю, я și ь | lingură în graiul ardelean ori ital. figlio | l             |
| Л         | л (л)     | /ɫ/ altundeva            | cal în graiul basarabean                    | l             |
| М         | м         | /m/                      | masă                                        | m             |
| Н         | н         | /n/                      | nas                                         | n             |
| О         | о         | accentuat /ɔ/            | ital. biscotti                              | o             |
| О         | о         | neaccentuat /o/          | ital. ciao                                  | o             |
| П         | п (п)     | /p/                      | plic                                        | p             |
| Р         | р         | /r/                      | râu                                         | r             |
| С         | с         | /s/                      | sare                                        | s             |
| Т         | т (т)     | /t/                      | tren                                        | t             |
| У         | у         | accentuat /u/            | urs                                         | u             |
| У         | у         | neaccentuat /o/          | ital. ciao                                  | u             |
| Ф         | ф         | /f/                      | fermă                                       | f             |
| Х         | х         | /x/                      | h grav, ca în germ. Bach și span. Juan      | h             |
| Ц         | ц (ц)     | /t͡s/                     | țară                                        | ts            |
| Ч         | ч         | /t͡ʃ/                     | beci                                        | ch            |
| Ш         | ш (ш)     | /ʃ/                      | șase                                        | sh            |
| Щ         | щ (щ)     | /ʃt/                     | știre                                       | sht           |
| Ъ         | ъ         | accentuat /ɤ/            | similar cu ă                                | a             |
| Ъ         | ъ         | neaccentuat /ɐ/          | similar cu ă                                | a             |
| Ь         | ь         | /j/                      | i semivocalic, iepure                       | y             |
| Ю         | ю         | accentuat /ju/           | iunie                                       | yu            |
| Ю         | ю         | neaccentuat /jo/         | iod                                         | yu            |
| Я         | я         | accentuat /ja/           | iarnă                                       | ya            |
| Я         | я         | neaccentuat /jɐ/         | similar cu i semivocalic+ă                  | ya            |

1. ↑  Formele cursive a minusculelor care arată semnificativ diferit de cele de tipar apar în paranteză
2. ↑  д cursiv se poate scrie în două feluri:ɡ și д.
3. 1 2  Semnul moale(ь) apare predominant în cuvinte împrumutate și se folosește numai înainte de о

## Fonetică

vocalele bulgariei

Bulgara posedă o fonologie similară celorlalte limbi slave de sud, lipsindu-i totuși tonurile și distincția dintre vocale lungi și scurte specifice sârbo-croatei.
Dialectele estice prezintă palatalizarea consoanelor înaintea vocalelor anterioare (/ɛ/ și /i/) și reducerea vocalelor în poziții neaccentuate (se poate pierde distincția dintre /ɔ/ și /u/, /a/ și /ɤ/, /ɛ/ și /i/) - ambele fenomene au paralele parțiale în rusă și duc la un sunet similar, dar lipsesc din dialectele vestice.

## Gramatică
Gramatica bulgară numește zece părți de vorbire, care sunt grupate în două mari clase: flexibile și neflexibile. Ca în română, diferența este că cele flexibile își modifică forma, pe când cele neflexibile rămân neschimbate, indiferent de uz. Cele cinci clase flexibile sunt: substantiv, adjectiv, numeral, pronume și verb, iar cele neflexibile sunt: adverb, prepoziție, conjuncție, particulă și interjecție.

### Substantivul
Substantivele au gen, număr, caz (numai vocativ) și articol hotărât. 

#### Gen
Există trei genuri gramaticale în bulgară: masculin, feminin și neutru. 
Genul unui substantiv la singular poate fi determinat în mare parte din terminație: 
- substantivele masculine se termină în general într-o consoană (ex. град /ɡrat/ „oraș”, син /sin/ „fiu”, мъж /mɤʃ/ „bărbat”).
- substantivele feminine se termină de obicei în –а/–я (-a/-ya) (ex. жена /ʒɛˈna/ „femeie”, дъщеря /dɐʃtɛrˈja/ „fică”, улица /ˈulitsɐ/ „stradă”). O excepție sunt substantivele ce reprezintă o caracteristică ori abstracție, inclusiv toate cuvintele ce se termină în –ост/–ест(-ost/-est) (ex. мъдрост /ˈmɤdrost/ „înțelepciune”, болест /ˈbɔlɛst/ „boală”, любов /ljuˈbɔf/ „iubire”).
- substantivele neutre se termină aproape mereu în –е, –о (ex. дете /dɛˈtɛ/ „copil”, езеро /ˈɛzɛro/ „lac”) și rareori în –и, –у și–ю (în special împrumuturi, de ex. цунами /tsuˈnami/ „tsunami”, табу /tɐˈbu/ „tabu”, меню /mɛˈnju/ „meniu”).

Formele de plural nu exprimă genul la fel de evident, dar îl pot sugera: desinența –и (-i) indică în general un substantiv masculin ori feminin (ex. факти /ˈfakti/ „fapte”, болести /ˈbɔlɛsti/ „boli”), iar –а/–я e întâlnit mai mult la substantivele neutre (ex. езера /ɛzɛˈra/ „lacuri”). În plus, orice substantiv la plural cu desinența –ове (ove) e masculin.

#### Număr
Bulgara face distincția între singular și plural.
Substantivele masculine au o formă specială de plural (–а/–я) când sunt folosite cu numerale cardinale și cuvinte înrudite ca няколко („niște”): два стола („două scaune”) diferă de тези столове („aceste scaune”), dar rămân neschimbate две/тези книги („două/aceste cărți”, feminin) și две/тези легла („două/aceste paturi”, neutru).

#### Caz
Cazurile există numai pentru pronume personale și câteva alte pronume, cu forme de nominativ, acuzativ și dativ. Excepția majoră este vocativul, care este încă folosit la singular pentru substantivele masculine (cu terminațiile -е, -о și -ю) și feminine (-ьо, йо și -е). Există câteva adverbe și expresii ce au păstrat formele vechi a unor cazuri; de ex. долу („în jos”) cu terminație de locativ, тихом („în liniște”) cu terminație de instrumental, снощи („aseară”, unde с este o propoziție) cu terminație de genitiv.

#### Articol
În bulgara modernă articolul hotărât, ca în limba română, se atașează la sfârșitul cuvintelor pe care le determină: substantivelor (nehotărât: човек, „om”; hotărât: човекът, „persoana]) sau primului cuvânt al sintagmelor nominale (nehotărât: добър човек, „om bun”; hotărât: добрият човек, „omul bun”). Există patru forme ale articolului hotărât la singular:
- –ът/–ят pentru substantivele ce se termină într-o consoană și sunt masculine dacă îndeplinesc rolul de subiect al propoziției și –а/–я în caz contrariu.
- –та pentru substantivele ce se termină într-o consoană și sunt feminine și pentru substantivele ce se termină în –а/–я (majoritatea de asemenea feminine).
- –то pentru substantivele ce se termină în –е/–о.

Articolul hotărât plural e –те pentru toate substantivele cu excepția celor care se termină la plural în –а/–я pentru care se folosește –та în schimb. Când e atașat unui adjectiv formele sunt –я dacă e masculin (–ят dacă e în acord cu un subiect), –та dacă e feminin, –то dacă e neutru, și–те pentru plural.

### Adjectivul
Adjectivele și pronumele adjectivale sunt în acord cu substantivele în număr și gen. 

### Pronumele
Pronumele au gen și număr și păstrează (ca mai toate limbile indo-europene) un sistem mai complex de cazuri.

### Verbul
Verbele au multe forme distincte, și se conjugă în funcție de persoană, număr, diateză, aspect, mod, timp și uneori gen.